# Astérix (satelita)
Astérix – pierwszy francuski sztuczny satelita, umieszczony na orbicie 26 listopada 1965 roku przez rakietę typu Diamant A, która wystartowała z kosmodromu Hammaghir w Algierii. Francja stała się wtedy szóstym państwem posiadającym własnego satelitę na orbicie po ZSRR (Sputnik 1, 1957), USA (Explorer 1, 1958), Wielkiej Brytanii (Ariel 1, 1962) Kanadzie (Alouette 1, 1962) i Włoszech (San Marco 1, 1964) i trzecim, które wysłało go samodzielnie (satelitę brytyjskiego, kanadyjskiego i włoskiego wyniosły na orbitę rakiety USA).
Nazwa satelity pochodzi od znanej komiksowej postaci Asteriksa, ale pierwotnie nosił on nazwę A-1.
Jedynym instrumentem na pokładzie Astérixa był nadajnik. W trakcie startu uległa jednak uszkodzeniu jedna z anten. Satelita działał tylko dwa dni. Trwałość jego orbity szacuje się na 200 lat.